# アンリ・マルチネ
アンリ・マルチネ（Henri Martinet、1867年 - 1936年）は、フランスの造園家。19世紀末から20世紀初頭にかけて活躍。母校ヴェルサイユ国立高等園芸学校（現在のENSP）の教授を務め、後身の育成を手がける一方で母国の造園界において多大な業績を残す。日本では、新宿御苑を現在みられる姿にした人物として知られる。
アゼ・ル・リドーAzay-le-Rideau生まれ。

## 主な造園作品
- ドデンヌ広場（square de la DodenneValenciennes 1901）
- ボーモント公園 (Parc Beaumont) parc de Beaumont、ボーPau1896-1900、現存）
- 新宿御苑（東京都新宿区 1900、現存）
- ロネル公園（parc de la Rhonelle、バレンシエンヌ (fr:Valenciennes) 1901、現存）
- ビルプルー公園（parc de Villereux）
- ボーリガール公園（ (parc de Beauregard) 、現存）
- ボ・コナン公園（parc de Bot-Conan、Brittan）
- オスニー公園（parc de Osn、Pontoise）
- ガンベッタ広場（square Gambetta、ボルドー）
- パストゥール広場（square Pasteur）

## 受賞歴
- 1892年 アンリ・ニベット (fr:Henri Nivet) と組み、トゥール (アンドル＝エ＝ロワール県)に計画する庭園案で金賞を受賞
- 1894年 リヨン国際コロニアル展示博（L'Exposition Internationale de Lyon 1894）にて、会場公園計画に対し銀賞を、また庭園雑誌『ル・シャルダン(LeJardin)』で金賞を受賞
- 1895年 1894年に行われたサンクトペテルブルクでの万国博覧会での功績として、チュニジア勲章である"Nicham"を受賞
- 1896年 1894年に行われたサンクトペテルブルク万国博覧会での功績として、ロシアの勲章である" (Saint-Stanislas) "を受賞

## 経歴
- 1867年　2月、誕生
- 1883年　ヴェルサイユ国立高等園芸学校に入学し、建築家AugusteChoisyに設計製図教育を受ける
- 1886年　ヴェルサイユ国立高等園芸学校を卒業
- 1888年　フランス農務省より、イギリスのチェルシー (Chelsea) 庭園やキュー (Kew) ガーデンの実習生に選抜される。そして、エドゥアール・アンドレの代理としての製図家を務めている
- 1890年　アンドレの秘書となり、アンドレのスケッチを元に、ブルガリアのバルナ(Varna)公園の設計を監理する
- 1891年　雑誌『ル・シャルダン(LeJardin)』の編集者となる。また、造園設計家として独立する
- 1896年　ボーPauのボーモン (fr:Beaumont) 公園をアンドレから引継いで設計に従事(～1900年)
- 1897年　ヴェルサイユ国立高等園芸学校の教授となり産業・商業園芸学を教える(～1903年、名目上の教授職は1920年まで)
- 1900年　SNHF(フランス国立園芸協会)にて、博覧会視察でフランスに訪れていた福羽逸人の訪問をうけ、新宿御苑の改修設計を依頼される
- 1901年　バレンシエンヌのロネル (fr:Rhonelle) 公園を設計
- 1903年　ジョーベット (fr:Jouvet) 公園設計競技の審査員となる
- 1904年　農務省農業局で造園設計のカウンセラーとなる
- 1905年　ヴェルサイユ国立高等園芸学校同窓会会長(～1906年まで)
- 1910年　フランス国立園芸協会の副会長となる〈～1911年まで）
- 1921年　『ル・ジャルダン』と合併した『ルヴュ・オルティコル(RevueHorticole)』の共同編集人となる
- 1936年　死去